# Campionati europei di canoa/kayak sprint 1957
I Campionati europei di canoa/kayak sprint 1957 sono stati la 4ª edizione della competizione continentale. Si sono svolti a Gand, in Belgio. Gli atleti hanno preso parte a 15 eventi in totale, 13 gare maschili e 2 femminili.

## Medagliere
| Pos.   | Paese            | Oro | Argento | Bronzo | Totale |
| ------ | ---------------- | --- | ------- | ------ | ------ |
| 1      | Unione Sovietica | 8   | 6       | 5      | 19     |
| 2      | Germania Ovest   | 3   | 6       | 3      | 12     |
| 3      | Ungheria         | 3   | 1       | 2      | 6      |
| 4      | Romania          | 1   | 1       | 2      | 4      |
| 5      | Danimarca        | 0   | 1       | 1      | 2      |
| 6      | Belgio           | 0   | 0       | 1      | 1      |
| 6      | Polonia          | 0   | 0       | 1      | 1      |
| Totale | Totale           | 15  | 15      | 15     | 45     |

## Podi

### Uomini
| Evento            | Oro                                                                                    | Perform. | Argento                                                                                  | Perform. | Bronzo                                                                             | Perform. |
| Canoa C-1 1000M   | Gábor Novák                                                                            | 4:49,40  | Gennadij Bucharin                                                                        | 4:50,50  | Eugeni Zhovkovski                                                                  | 4:50,90  |
| Canoa C-1 10000M  | János Parti                                                                            | 65:13,00 | Gennadij Bucharin                                                                        | 65:56,00 | Werner Tschaschke                                                                  | 67:08,00 |
| Canoa C-2 1000M   | Unione Sovietica Aleksandr Silaev Pavel Charin                                         | 4:25,90  | Romania Simion Ismailciuc Dumitru Alexe                                                  | 4:26,00  | Ungheria Imre Farkas József Hunics                                                 | 4:27,00  |
| Canoa C-2 10000M  | Romania Simion Ismailciuc Dumitru Alexe                                                | 59:19,00 | Unione Sovietica Aleksandr Silaev Pavel Charin                                           | 59:23,00 | Romania Igor Lipalit Lavrente Kalinov                                              | 60:05,00 |
| Kayak K-1 500M    | Valentin Naumov                                                                        | 1:52,70  | Anatoli Markovtsev                                                                       | 1:53,60  | Stefan Kapłaniak                                                                   | 1:54,30  |
| Kayak K-2 500M    | Ungheria János Urányi László Fábián                                                    | 1:41,00  | Germania Ovest Meinrad Miltenberger Gustav Schmidt                                       | 1:42,10  | Romania Mircea Anastatescu Stavru Teodorov                                         | 1:42,40  |
| Canoa K-1 4X500M  | Unione Sovietica Valentin Naumov Eugeny Jatsinenko Anatoli Markovtsev Igor Pisarev     | 8:10,70  | Germania Ovest Georg Lietz Wolfgang Lange Gustav Schmidt Meinrad Miltenberger            | 8:19,20  | Ungheria Deszo Vareb János Petroczy György Mészáros Lajos Kiss                     | 8:21,10  |
| Kayak K-1 1000M   | Valentin Naumov                                                                        | 3:57,30  | Fritz Briel                                                                              | 3:59,10  | Willy Christiansen                                                                 | 4:01,00  |
| Kayak K-2 1000M   | Germania Ovest Fritz Briel Heinz Ackers                                                | 3:36,50  | Danimarca Willy Christiansen Vagn Schmidt                                                | 3:38,70  | Unione Sovietica Mikhail Kaaleste Anatoli Demitkov                                 | 3:38,80  |
| Kayak K-1 10000M  | Fritz Briel                                                                            | 50:34,00 | Heinz Ackers                                                                             | 50:49,00 | Igor Pisarev                                                                       | 52:30,00 |
| Kayak K-2 10000M  | Unione Sovietica Mikhail Kaaleste Anatoli Demitkov                                     | 46:02,00 | Ungheria János Urányi László Fábián                                                      | 46:03,00 | Belgio Henri Verbrugghe Germain Van de Moere                                       | 46:28,00 |
| Kayak K-4 1000M   | Unione Sovietica Gregor Rudzinskas Volodar Zvezdkin Mykolas Rudzinskas Vasili Stepanov | 3:16,40  | Unione Sovietica Viktor Shadrin Anatoly Dubinin Konstantin Nazarov Igor Feoktistov       | 3:17,50  | Germania Ovest Fritz Briel Heinz Ackers Willy Schlussel Josef Knell                | 3:20,50  |
| Kayak K-4 100000M | Germania Ovest Michel Scheuer Gustav Schmidt Georg Lietz Theodor Kleine                | 38:42,00 | Unione Sovietica Vasili Stepanov Mykolas Rudzinskas Volodar Zvezdkin Alfonsas Rudzinskas | 39:06,60 | Unione Sovietica Viktor Shadrin Anatoly Dubinin Konstantin Nazarov Igor Feoktistov | 39:28,00 |

### Donne
| Evento    | Oro                                                 | Perform. | Argento                                     | Perform. | Bronzo                                       | Perform. |
| Kayak K-1 | Elizaveta Dementieva                                | 2:05,70  | Therese Zenz                                | 2:07,30  | Nina Konistiapina                            | 2:10,30  |
| Kayak K-2 | Unione Sovietica Nina Gruzintseva Nina Konistiapina | 1:57,80  | Germania Ovest Therese Zenz Ingrid Hartmann | 1:57,90  | Germania Ovest Ruth Rohrbach Sigrid Nowinski | 1:59,00  |